# Amara tricuspidata
Amara tricuspidata är en skalbaggsart som beskrevs av Pierre François Marie Auguste Dejean 1831. Amara tricuspidata ingår i släktet Amara, och familjen jordlöpare. Arten förekommer tillfälligt i Sverige, men reproducerar sig inte.

## Bildgalleri

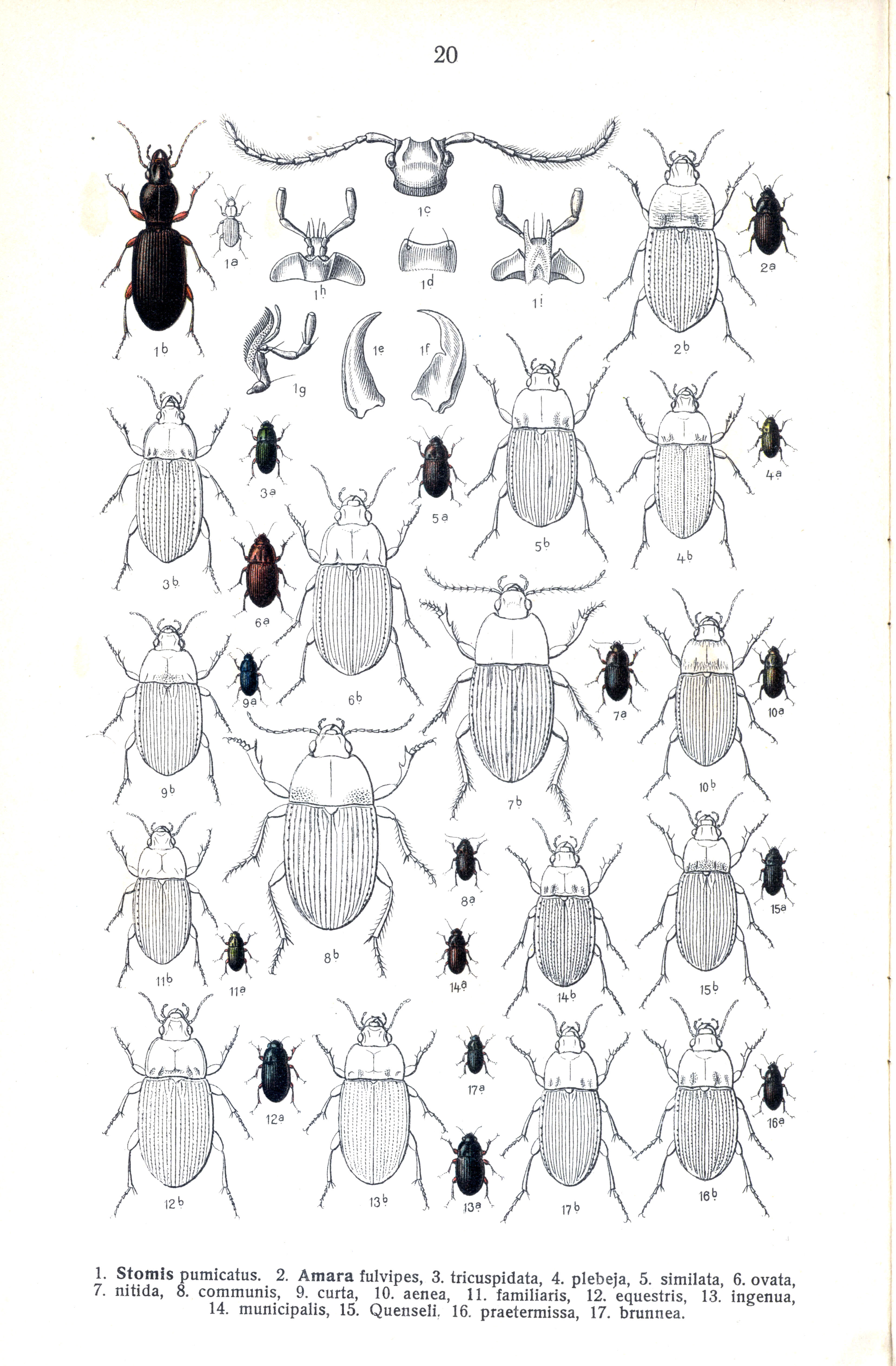
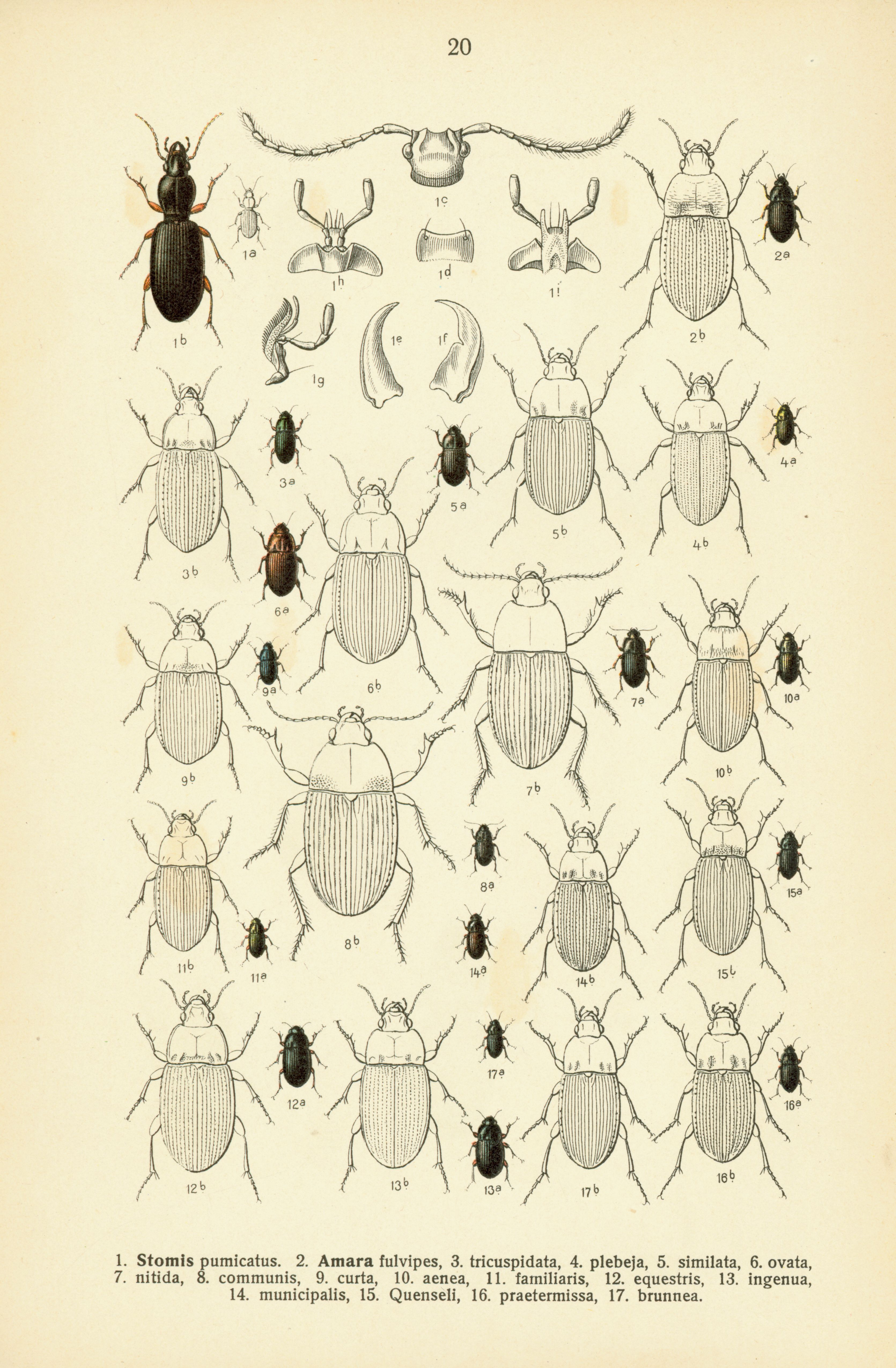